# Vern Buchanan
Vernon Gale Buchanan dit Vern Buchanan, né le 8 mai 1951 à Détroit (Michigan), est un homme politique américain, élu républicain de Floride à la Chambre des représentants des États-Unis depuis 2007.

## Biographie
Vern Buchanan est originaire du Michigan, où il étudie à la Cleary University (en) et à la University of Detroit Mercy. Il est membre de la garde nationale de l'armée de l'air de 1970 à 1976.
En 2006, il se présente à la Chambre des représentants des États-Unis dans le 13e district de Floride. Il est élu de justesse face à la démocrate Christine Jennings (50,1 % contre 49,9 %, soit 369 voix d'écart). Il est réélu en 2008 avec 55,5 % des suffrages dans un match retour avec Jennings. Il est réélu avec 68,9 % des voix en 2010. Le district est redécoupé en 2011. Dans le 16e district redessiné, il est reconduit par 53,6 % des électeurs en 2012 et 61,5 % en 2014.
Il incarne pour ses détracteurs la profonde corruption de certains élus pour s’être acheté un yacht de plusieurs millions de dollars le jour même où il votait au Congrès une loi réduisant les taux d’imposition sur les très hauts revenus. 